# Pueblos arma
Los pueblos arma son un grupo étnico del valle del río Níger medio que descienden de los invasores saadíes (incluyendo a andalusíes) del siglo XVI. Su nombre, tal y como les es aplicado por otros grupos étnicos, deriva de la palabra castellana "arma", debido a que los fusileros moriscos gritaban a las armas.

## La expedición Songhay y consecuencias
Una expedición de la dinastía Saadí trató en el año 1590 de conquistar las rutas comerciales del Imperio Songhai. Esta expedición estaba formada por cuatro mil tropas formadas por magredíes, moriscos y renegados europeos, armadas con arcabuces. Tras la destrucción del Imperio Songay en el año 1591, los saadíes se asentaron en Djenné, Gao, Tombuctú y las principales ciudades sobre el río Níger. Al no ser capaces de ejercer control más allá de sus fortificaciones, después de una década de la expedición los líderes fueron abandonados por Marruecos. En ciudades como Tombuctú, los hombres de la expedición de 1591 se casaron con diferentes songhai, se convirtieron en gobernantes a pequeña escala y algunos de sus descendientes pasaron a ser identificados como dinastías menores. Hacia finales del siglo XVII, los bambara, tuareg y fulani pasaron a controlar los imperios y ciudades-estado de la región, dejando a los arma como un simple grupo étnico.

### Influencia andalusí en la Curva del Níger
Con la llegada de los arma se estableció en la Curva del Níger una insólita comunidad andalusí, de costumbres y lengua castellana, que mantuvo su poder hasta 1737 y su preeminencia social y cultural hasta la primera mitad del siglo XIX, cuando fueron conquistados definitivamente por la etnia peul. No obstante, los arma continuaron desempeñando un relevante papel en la política regional y participaron activamente en los procesos de independencia de Malí. Aún hoy se aferran a su origen andaluz, utilizan palabras de origen árabe ("alcaide", "alfalfa", "alpargata" , "albornoz", "garrafa", "ámbar', "alfombra") y recuerdan al conquistador que fundó su dinastía (aunque no dejó ninguna descendencia, porque era eunuco), el almeriense Yuder Pachá. Una visión bien distinta del papel del almeriense es la que hace a Yuder Pachá responsable de la decadencia del hasta entonces espléndido Imperio songhay, heredero de los míticos reinos de Ghana y Mali, y de lo que era la ciudad más importante económica y culturalmente del África subsahariana, Tombuctú.

## Actualidad
En 1986 había 20 000 personas autoidentificadas como arma en Malí, principalmente en Tombuctú, el Níger medio y el delta del Níger. Los arma se suelen confundir con los zarma de Níger occidental, un grupo que también forma parte del grupo étnico sonhay.